# Trofeo Porreres-Felanitx-Ses Salines-Campos 2018
La 27e édition du Trofeo Porreres-Felanitx-Ses Salines-Campos a lieu le 25 janvier 2018, sur un parcours de 177,7 km tracé dans les Îles Baléares entre Porreres et Campos. La course est la première manche du Challenge de Majorque 2018, et fut gagnée par John Degenkolb.
La course fait partie du calendrier UCI Europe Tour 2018 en catégorie 1.1.

## Présentation

### Équipes
Dix-huit équipes participent à la course - cinq WorldTeams, huit équipes continentales professionnelles, quatre équipes continentales et une équipe nationale :
| WorldTeams (5)- Movistar Team - Sky - Bora-Hansgrohe - Lotto Soudal - Trek-Segafredo Équipes continentales professionnelles (8)- Caja Rural-Seguros RGA - Burgos-BH - Fortuneo-Samsic - Sport Vlaanderen-Baloise - Euskadi Basque Country-Murias - Israel Cycling Academy - Roompot-Nederlandse Loterij - WB-Aqua Protect-Veranclassic Équipes continentales (4)- Biesse Carrera Gavardo - Fundación Euskadi - Pannon - Team Sauerland NRW p/b SKS GERMANY Équipe nationale- Espagne |
| |

## Récit de la course
Une échappée composée de cinq coureurs (Preben Van Hecke, Gonzalo Serrano, Aitor González Prieto, Jon Ander Insausti et Alberto Amici) est rejointe à quinze kilomètres de l'arrivée. John Degenkolb remporte le sprint devant un peloton compact.

## Classement final
| \| Classement général \| Classement général \| Classement général \| Classement général \| Classement général \| \| Coureur \| Coureur \| Pays \| Équipe \| Temps \| \| ------------------ \| ------------------ \| ------------------ \| ---------------------------------- \| ------------------ \| \| 1er \| John Degenkolb \| Allemagne \| Trek-Segafredo \| 4 h 02 min 18 s \| \| 2e \| Sondre Holst Enger \| Norvège \| Israel Cycling Academy \| + 0 s \| \| 3e \| Jasper De Buyst \| Belgique \| Lotto-Soudal \| + 0 s \| \| 4e \| Kenny Dehaes \| Belgique \| WB-Aqua Protect-Veranclassic \| + 0 s \| \| 5e \| Albert Torres \| Espagne \| Espagne \| + 0 s \| \| 6e \| Xavier Cañellas \| Espagne \| Espagne \| + 0 s \| \| 7e \| Daniele Bennati \| Italie \| Movistar Team \| + 0 s \| \| 8e \| Erik Baška \| Slovaquie \| Bora-Hansgrohe \| + 0 s \| \| 9e \| Leonardo Basso \| Italie \| Team Sky \| + 0 s \| \| 10e \| Aaron Grosser \| Allemagne \| Team Sauerland NRW p/b SKS Germany \| + 0 s \| |                    |           |                                    |                 |
| |                    |           |                                    |                 |
| Source : ProCyclingStats |                    |           |                                    |                 |
| Classement général |                    |           |                                    |                 |
| Coureur | Coureur            | Pays      | Équipe                             | Temps           |
| 1er | John Degenkolb     | Allemagne | Trek-Segafredo                     | 4 h 02 min 18 s |
| 2e | Sondre Holst Enger | Norvège   | Israel Cycling Academy             | + 0 s           |
| 3e | Jasper De Buyst    | Belgique  | Lotto-Soudal                       | + 0 s           |
| 4e | Kenny Dehaes       | Belgique  | WB-Aqua Protect-Veranclassic       | + 0 s           |
| 5e | Albert Torres      | Espagne   | Espagne                            | + 0 s           |
| 6e | Xavier Cañellas    | Espagne   | Espagne                            | + 0 s           |
| 7e | Daniele Bennati    | Italie    | Movistar Team                      | + 0 s           |
| 8e | Erik Baška         | Slovaquie | Bora-Hansgrohe                     | + 0 s           |
| 9e | Leonardo Basso     | Italie    | Team Sky                           | + 0 s           |
| 10e | Aaron Grosser      | Allemagne | Team Sauerland NRW p/b SKS Germany | + 0 s           |

## Classements UCI
La course attribue aux coureurs le même nombre des points pour l'UCI Europe Tour 2018 et le Classement mondial UCI.
| Position           | 1er | 2e | 3e | 4e | 5e | 6e | 7e | 8e | 9e | 10e | 11e | 12e | 13e à 15e | 16e à 25e |
| Classement général | 125 | 85 | 70 | 60 | 50 | 40 | 35 | 30 | 25 | 20  | 15  | 10  | 5         | 3         |

| 1  | John Degenkolb  | Trek-Segafredo               | 125 |
| 2  | Sondre Enger    | Israel Cycling Academy       | 85  |
| 3  | Jasper De Buyst | Lotto-Soudal                 | 70  |
| 4  | Kenny Dehaes    | WB Veranclassic Aqua Protect | 60  |
| 5  | Albert Torres   | Espagne                      | 50  |
| 6  | Xavier Cañellas | Espagne                      | 40  |
| 7  | Daniele Bennati | Movistar                     | 35  |
| 8  | Erik Baška      | Bora-Hansgrohe               | 30  |
| 9  | Leonardo Basso  | Sky                          | 25  |
| 10 | Aaron Grosser   | Sauerland NRW-SKS Germany    | 20  |